# Neutral Milk Hotel
Neutral Milk Hotel foi uma banda norte americana indie rock, formada em Ruston, Louisiana pelo cantor, guitarrista e compositor Jeff Mangum no final dos anos 1980. Entre os membros mais presentes em gravações e em performances ao vivo estão Jeremy Barnes (bateria), Scott Spillane (trompa), Julian Koster (banjo/baixo/serrote), e o produtor-instrumentista Robert Schneider.
A banda é conhecida por seu som experimental, letras abstratas e instrumentação eclética.
Em 1994, Mangum lançou o primeiro EP sob o nome do Neutral Milk Hotel, Everything Is. Para o álbum de estreia da banda, On Avery Island, gravado logo em seguida, juntou-se a Mangum o seu amigo de infância e frontman do The Apples in Stereo, Robert Schneider, que contribuiu com a produção e instrumentação. Após o lançamento do álbum, em 1996, a formação original da banda ficou completa e extensas turnês se seguiram.
O Neutral Milk Hotel lançou seu segundo álbum de estúdio, In the Aeroplane Over the Sea, em 1998, o qual se tornou o mais conhecido da banda e o mais aclamado pela crítica. Apesar do álbum não ter sido um sucesso comercial na época de seu lançamento, vendeu mais de 300.000 cópias e foi aclamado pela crítica de várias publicações como a Pitchfork Media, AllMusic e na votação da Pazz & Jop. Mesmo com a crescente popularidade, o grupo se separou em 1999, após Mangum ficar desapontado com a turnê e com a imprensa musical, posteriormente chegando a sofrer um colapso nervoso.
O Neutral Milk Hotel faz parte do coletivo Elephant 6, com base em Athens, Geórgia. A banda foi um dos três primeiros projetos do coletivo, junto com The Apples in Stereo e The Olivia Tremor Control.
Em 29 de abril de 2013, a banda anunciou uma turnê de reunião para o final daquele ano, com a mesma formação da época de In the Aeroplane Over the Sea. Após a turnê, continuaram a se apresentar esporadicamente até entrar em hiato por tempo indeterminado em meados de 2015.

## Membros

#### Formação original
- Jeff Mangum - cordas, vocais, teclados, baixo (apenas em estúdio), bateria (1989–1998, 2013–2015)
- Jeremy Barnes - bateria, piano, órgão (1989–1998, 2013–2015)
- Scott Spillane - trompete, flugelhorn, trombone, eufônio, guitarra (1989–1998, 2013–2015)
- Julian Koster - baixo, acordeão, serrote, banjo, teclados, órgão (1989–1998, 2013–2015)

#### Ao vivo
- Jeremy Thal - gaita irlandesa, flugelhorn, trombone, trompete, baixo (2013–2015)

## Discografia

### Álbuns de estúdio
- On Avery Island (1996)
- In the Aeroplane Over the Sea (1998)

### Extended plays
- Everything Is (1994)
- Ferris Wheel on Fire (2011)